# Fred Smith (basista)
Fred Smith (ur. 10 kwietnia 1948, Nowy Jork) – amerykański gitarzysta basowy. Współzałożyciel zespołu Blondie. Muzyk grup: Television i The Fleshtones, a także współpracujący z Tomem Verlaine'em.

## Kariera
Karierę rozpoczął w połowie lat 70. w zespole Blondie. W 1975 trafił do Television na miejsce Richarda Hella. W 1978 po rozpadzie Television wziął udział w nagraniu pierwszej płyty Richarda Lloyda, współpracował także z Tomem Verlaine'em w latach 80. przy jego solowych płytach, a także wspomagał artystów tj. Willie Nile, The Roches, The Fleshtones czy Peregrins. W latach 1991–1993 brał udział w reaktywowanym Television – w którym występuje do dziś od ponownego wznowienia działalności zespołu w 2001.

## Dyskografia

### z Television
- Marquee Moon (1977)
- Adventure (1978)
- Television (1992)

### z Richardem Lloydem
- Alchemy (1979)

### z Tomem Verlaine'em
- Tom Verlaine (1979)
- Dreamtime (1981)
- Cover (1984)
- Flash Light (1987)
- The Wonder (1990)

### z The Fleshtones
- Soul Madrid (1989)